# Слов'янське родовище кам'яної солі
Слов'янське родовище кам'яної солі — родовище кам'яної солі у Донецькій області України, в межах східної частини Слов'янської та західної частини Миколаївської територіальних громад.

## Історія
Відоме з XVII століття, чим започатковано солевидобування на Слобожанщині. Розробку почато 1874 року, шляхом буріння свердловин для видобутку ропи. У 1876 році на ділянці Розсільній (в межах Слов'янського курорту) почалося викачування розсолу зі свердловин.
У 1960 році розпочалася експлуатація Райгородоцької ділянки, а вже у 1961 році експлуатація Розсольної ділянки була припинена.

## Характеристика
Площа 30 км².
Складається з трьох діялнок: 
- Розсільна (1874-1961) — північно-східна околиця Слов'янська, лівобережжя річки Казенний Торець, в 10 км від її гирла з Сіверським Донцем).
- Райгородоцька (з 1960 року) — східніше на 5,5 км від Розсільної, ближче до селища Райгородок.
- Ділянка № 3.[1]

Промислові запаси 2.5 млрд т. Потужність пластів 32-45 м, глибина залягання 380-630 м.

### Кількість свердловин
- Розсільна — пр. 87 (наразі жодна не експлуатується).
- Райгородоцька — 24 (2 працюють).[1]

## Технологія розробки
З розсолу, що видобувають методом підземного вилуговування, одержують кухонну сіль, каустичну, кальциновану і питну соду.